# Paul Jappe
Paul Eugene Jappe (* 16. Januar 1898 in Union Hill, New Jersey; † 1. April 1989 in Daytona Beach, Florida) war ein US-amerikanischer American-Football-Spieler in der National Football League (NFL). Er spielte unter anderem bei den New York Giants.

## Spielerlaufbahn
Paul Jappe besuchte in Brooklyn die High School und studierte von 1921 bis 1923 an der Syracuse University. Er spielte dort auch American Football und wurde in allen drei Jahren von seinem College für seine sportlichen Leistungen ausgezeichnet. 1925 unterschrieb Jappe einen Profivertrag bei den New York Giants und wechselte ein Jahr später zu den Brooklyn Lions. 1927 kehrte er zu den Giants zurück, die sich mittlerweile die Dienste von namhaften Spielern wie Steve Owen oder Pete Henry sichern konnten. In dieser Saison gewann Jappe mit seiner Mannschaft die NFL-Meisterschaft. Die Giants hatten 11 ihrer 13 Spiele gewonnen. Nach einem weiteren Spieljahr bei der Mannschaft aus New York City beendete Jappe seine Laufbahn. Nach Aussage von Wellington Mara, dem späteren Besitzer der Giants, war es unter anderem der körperliche Einsatz von Jappe, der ihn als Kind dazu bewog dem Footballsport gewogen zu bleiben und Nachfolger seines Vaters Tim Mara als Besitzer der Giants zu werden.